# Uropsila leucogastra
La ratona cantarina (Uropsila leucogastra), también conocida como cucarachero ventriblanco o chivirín vientre blanco, es una especie de ave paseriforme de la familia Tyrannidae. Es el único miembro del género monotípico Uropsila.
Es nativo de América Central, incluyendo Belice, Guatemala, Honduras y México. Su hábitat consiste de bosque húmedo tropical y subtropical de tierras bajas. No tiene subespecies reconocidas.

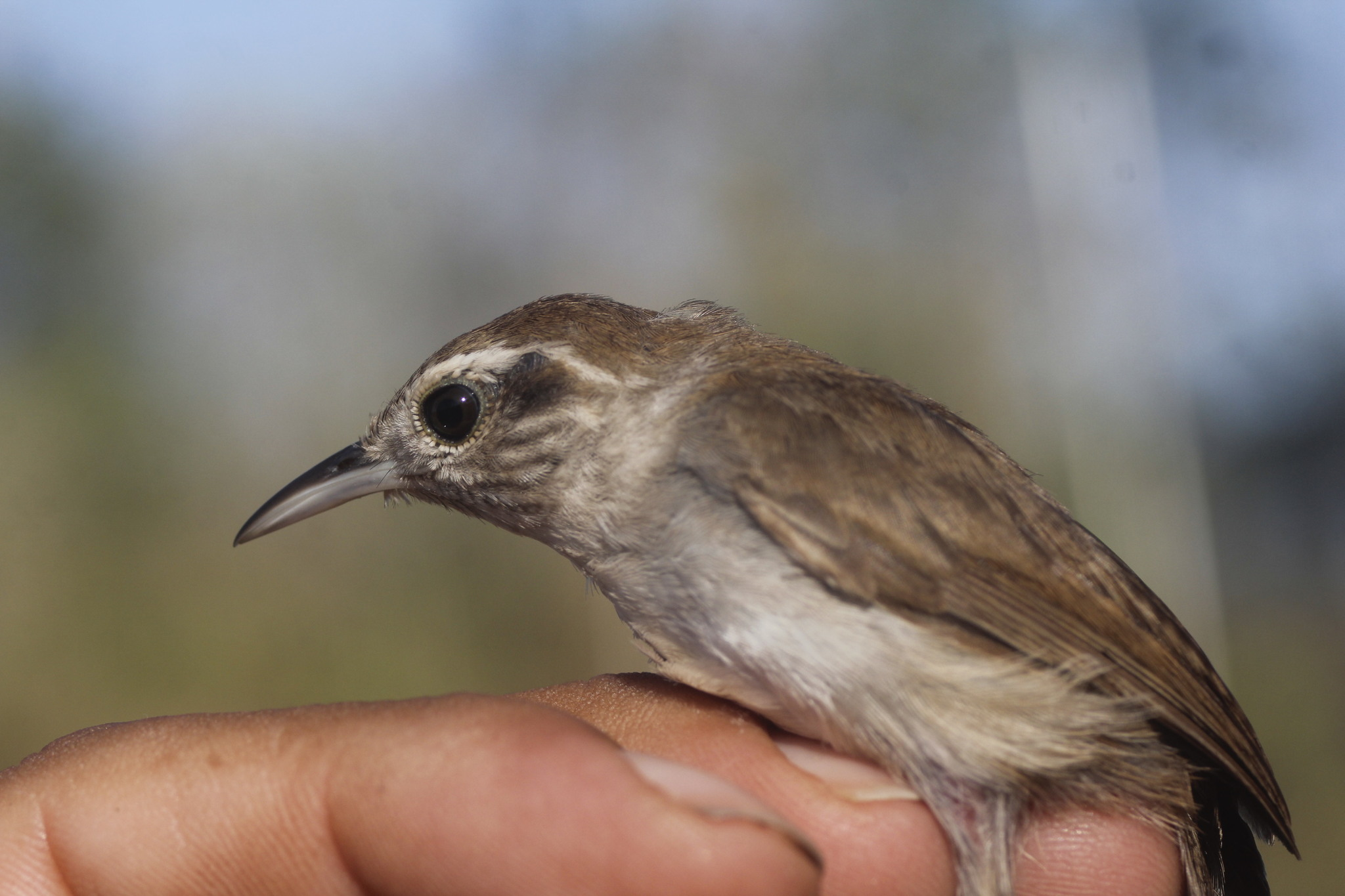
Una ratona cantarina en la mano de una persona.